# Frank Würzburger
Frank Würzburger (* 3. Dezember 1968) ist ein ehemaliger deutscher Fußballspieler.

## Karriere
Frank Würzburger spielte vor seiner Profikarriere bei Eintracht Frankfurt und den Kickers Offenbach bei der DJK Bad Homburg. Sein einziges Bundesligaspiel machte er am 30. Spieltag der Saison 1986/87. Würzburger kam im Spiel gegen den FC 08 Homburg in der 86. Minute für David Mitchell zum Einsatz. Von 1987 bis 1989 stand er bei den Offenbacher Kickers unter Vertrag und brachte es auf 22 Spiele in der 2. Bundesliga und schoss zwei Tore.
1987 nahm Würzburger mit der deutschen Juniorennationalmannschaft an der Junioren-Weltmeisterschaft in Chile teil. Das deutsche Team um Andreas Möller und Marcel Witeczek erreichte dabei das Finale, in dem man Jugoslawien nach Elfmeterschießen unterlag. Würzburger kam im Turnierverlauf zu einem Einsatz.